# Ciro Berardi
Ciro Berardi (Padova, 4 marzo 1895 – Roma, 16 novembre 1952) è stato un attore cinematografico italiano.

## Biografia
È stato un attore caratterista, apparso in circa una sessantina di pellicole tra il 1939 e il 1952, spesso in ruoli minori. Muore a Roma nel 1952.

## Filmografia
- Follie del secolo, regia di Amleto Palermi (1939)
- Torna, caro ideal!, regia di Guido Brignone (1939)
- Dora Nelson, regia di Mario Soldati (1940)
- Boccaccio, regia di Marcello Albani (1940)
- L'assedio dell'Alcazar, regia di Augusto Genina (1940)
- La canzone rubata, regia di Max Neufeld (1940)
- Non me lo dire!, regia di Mario Mattoli (1940)
- La gerla di papà Martin, regia di Mario Bonnard (1940)
- Notte di fortuna, regia di Raffaello Matarazzo (1941)
- Il signore a doppio petto, regia di Flavio Calzavara (1941)
- Luce nelle tenebre, regia di Mario Mattoli (1941)
- Confessione, regia di Flavio Calzavara (1941)
- Solitudine, regia di Livio Pavanelli (1941)
- Voglio vivere così, regia di Mario Mattoli (1942)
- Catene invisibili, regia di Mario Mattoli (1942)
- Via delle Cinque Lune, regia di Luigi Chiarini (1942)
- Bengasi, regia di Augusto Genina (1942)
- Una storia d'amore, regia di Mario Camerini (1942)
- Giorno di nozze, regia di Raffaello Matarazzo (1942)
- La donna è mobile, regia di Mario Mattoli (1942)
- I due Foscari, regia di Enrico Fulchignoni (1942)
- Colpi di timone, regia di Gennaro Righelli (1942)
- Casanova farebbe così!, regia di Carlo Ludovico Bragaglia (1942)
- Il fanciullo del West, regia di Giorgio Ferroni (1942)
- Incontri di notte, regia di Nunzio Malasomma (1943)
- Il treno crociato, regia di Carlo Campogalliani (1943)
- La statua vivente, regia di Camillo Mastrocinque (1943)
- Campo de' fiori, regia di Mario Bonnard (1943)
- L'ultima carrozzella, regia di Mario Mattoli (1943)
- L'invasore, regia di Nino Giannini (1943)
- Macario contro Zagomar, regia di Giorgio Ferroni (1944)
- La Fornarina, regia di Enrico Guazzoni (1944)
- Finalmente sì, regia di László Kish (1944)
- I dieci comandamenti, regia di Giorgio Walter Chili (1945)
- Due lettere anonime, regia di Mario Camerini (1945)
- Il ratto delle Sabine, regia di Mario Bonnard (1945)
- L'onorevole Angelina, regia di Luigi Zampa (1947)
- Lo sciopero dei milioni, regia di Raffaello Matarazzo (1947)
- Fiamme sul mare, regia di Michał Waszyński e Vittorio Cottafavi (1947)
- Il corriere di ferro, regia di Francesco Zavatta (1947)
- La fumeria d'oppio, regia di Raffaello Matarazzo (1947)
- I miserabili, regia di Riccardo Freda (1948)
- Molti sogni per le strade, regia di Mario Camerini (1948)
- Il conte Ugolino, regia di Riccardo Freda (1949)
- Totò le Mokò, regia di Mario Mattoli (1949)
- La figlia del mendicante, regia di Carlo Campogalliani (1950)
- Taxi di notte, regia di Carmine Gallone (1950)
- Figaro qua, Figaro là, regia di Carlo Ludovico Bragaglia (1950)
- È più facile che un cammello..., regia di Luigi Zampa (1950)
- Tototarzan, regia di Mario Mattoli (1950)
- È arrivato il cavaliere, regia di Steno e Mario Monicelli (1950)
- Totò sceicco, regia di Mario Mattoli (1950)
- Canzone di primavera, regia di Mario Costa (1951)
- Il tradimento, regia di Riccardo Freda (1951)
- Stasera sciopero, regia di Mario Bonnard (1951)
- Guardie e ladri, regia di Steno e Mario Monicelli (1951)
- Tizio Caio Sempronio, regia di Marcello Marchesi, Vittorio Metz e Alberto Pozzetti (1951)
- Libera uscita, regia di Duilio Coletti (1951)
- Sette ore di guai, regia di Marcello Marchesi e Vittorio Metz (1951)
- Verginità, regia di Leonardo De Mitri (1951)
- Operazione Mitra, regia di Giorgio Cristallini (1951)
- Maschera nera, regia di Filippo Walter Ratti (1952)
- Buongiorno, elefante!, regia di Gianni Franciolini (1952)
- Camicie rosse, regia di Goffredo Alessandrini (1952)